# Copa Europeia/Sul-Americana de 1983
A Copa Europeia/Sul-Americana, também conhecida como Copa Toyota e Copa Intercontinental, foi a 22.ª edição da competição, realizada em partida única disputada na cidade de Tóquio, no Japão. O confronto foi disputado entre o Grêmio do Brasil, campeão da Taça Libertadores da América e o Hamburgo da Alemanha, campeão da Liga dos Campeões da UEFA. Foi vencida pelo Grêmio, após empate em 1–1 no tempo normal e 1–0 na prorrogação, com o resultado total de 2–1 para o time brasileiro.
O Conselho da FIFA (antigo Comitê Executivo) reconheceu no dia 27 de outubro de 2017 os vencedores da Copa Intercontinental como campeões mundiais. Desta forma, o Grêmio se torna o primeiro clube gaúcho a ser campeão mundial. Feito reconhecido pela entidade máxima do futebol.

## História
A equipe derrotada (Hamburgo) pelo time brasileiro, apesar de dispor apenas três jogadores reservas para o confronto (o goleiro Uwe Hain, o zagueiro Dieter Brefort e o atacante Thomas von Heesen, que não apresentava condições de jogo), era composta quase que em sua totalidade por jogadores com passagem pela seleção alemã (além de Hansen, que compunha a seleção dinamarquesa). Dos onze que iniciaram a partida, somente Wehemeyer e Schröeder não tiveram passagens pelos respectivos selecionados nacionais. O destaque da equipe alemã era o maestro Felix Magath, que havia sido o autor do gol da final da Copa dos Campeões da Europa 1982-1983, contra a Juventus de Turim (por sua vez, base da seleção da Itália de 1982, campeã mundial, que eliminou o Brasil de Telê Santana) de Zoff, Gentile, Cabrini, Scirea, Tardelli, Paolo Rossi, Platini (FRA) e Boniek (POL), dentre outros. Em 1983, tal equipe do Hamburgo havia completado 36 partidas de invencibilidade, um recorde na Europa.

### A decisão
Com o pontapé inicial, o campo seco por conta do rigoroso inverno japonês prejudicava o toque de bola, mas não foi empecilho para o Grêmio mostrar mais ímpeto e partir para cima dos alemães, quando Renato Gaúcho, aos 38´, abriu o placar para o tricolor num lindo gol. Na segunda etapa, o jogo ficou nervoso, o Grêmio apostando na velocidade de Renato e na eficiência de sua zaga. Tudo corria bem até os 41´, quando Schroeder, no único momento que não preciso marcar Renato, subiu ao ataque e marcou o gol de empate do Hamburgo. O jogo iria para a prorrogação. Cansados, os jogadores tinham que jogar mais meia hora em busca da maior glória tricolor. E Renato Gaúcho marcou mais uma vez aos 3', após driblar seu marcador e acertar um belo chute. Os alemães não conseguiram mais pressionar e o clube brasileiro pôde comemorar o seu primeiro título de nível mundial.

## Equipes classificadas
| Confederação | Equipe   | Classificação                                           | Participação |
| ------------ | -------- | ------------------------------------------------------- | ------------ |
| CONMEBOL     | Grêmio   | Campeão da Copa Libertadores da América de 1983         | 1ª           |
| UEFA         | Hamburgo | Campeão da Taça dos Clubes Campeões Europeus de 1982–83 | 1ª           |

## Chaveamento
|  | A Classificação[NOTA] | A Classificação[NOTA] | A Classificação[NOTA] | A Classificação[NOTA] |   |          | Copa Intercontinental | Copa Intercontinental | Copa Intercontinental | Copa Intercontinental |
|  |                       |                       |                       |                       |   |          |                       |                       |                       |                       |
|  | Hamburgo              | 1                     | –                     | –                     |   |          |                       |                       |                       |                       |
|  | Juventus              | 0                     | –                     | –                     |   |          |                       |                       |                       |                       |
|  | Juventus              | 0                     | –                     | –                     |   | Hamburgo | 1                     | –                     | –                     |                       |
|  |                       |                       |                       |                       |   | Hamburgo | 1                     | –                     | –                     |                       |
|  |                       | Grêmio (pro)          | 2                     | –                     | – |          |                       |                       |                       |                       |
|  | Grêmio                | Grêmio (pro)          | 2                     | –                     | – | 1        | 2                     | 3                     |                       |                       |
|  | Grêmio                |                       |                       |                       |   | 1        | 2                     | 3                     |                       |                       |
|  | Peñarol               | 1                     | 1                     | 2                     |   |          |                       |                       |                       |                       |

Notas
- NOTA^  Essas partidas não foram realizadas pela Copa Intercontinental. Ambas as partidas foram realizadas pelas finais da Liga dos Campeões da Europa e Copa Libertadores da América daquele ano.

## Final
| 11 de dezembro de 1983 | Grêmio          | 2 – 1 (pro) | Hamburgo     | Estádio Nacional, Tóquio                                                                                           |
| 12:00                  | Renato 37', 93' |             | Schröder 85' | Público: 62 000 Árbitro: FRA Michel Vautrot Assistente 1: JPN Toshikazu Sano Assistente 2: JPN Shizuhasu Nakamichi |

| Grêmio | Hamburgo |

| GRÊMIO:         |    |                  |      |     |
|                 |    |                  |      |     |
| G               | 1  | Mazarópi         | 75'  |     |
| LD              | 2  | Paulo Roberto    |      |     |
| Z               | 3  | Baidek           |      |     |
| Z               | 6  | De León          | 113' |     |
| LE              | 4  | P.C Magalhães    |      |     |
| V               | 5  | China            |      |     |
| M               | 8  | Osvaldo          |      | 78' |
| M               | 11 | Mário Sérgio     |      |     |
| A               | 7  | Renato Gaúcho    | 103' |     |
| A               | 9  | Tarciso          |      |     |
| A               | 10 | Paulo César Lima |      | 70' |
| Substituições:  |    |                  |      |     |
| G               |    | Beto             |      |     |
| Z               |    | Leandro          |      |     |
| LE              |    | Casemiro         |      |     |
| V               | 15 | Bonamigo         |      | 78' |
| M               |    | Tonho Gil        |      |     |
| A               |    | César            |      |     |
| A               | 16 | Caio             | 81'  | 70' |
| Treinador:      |    |                  |      |     |
| Valdir Espinosa |    |                  |      |     |

| HAMBURGO:      |    |            |                               |
|                |    |            |                               |
| G              | 1  | Stein      | 73'                           |
| LD             | 3  | Wehemeyer  |                               |
| Z              | 5  | Hieronymus |                               |
| Z              | 4  | Jakobs     |                               |
| LE             | 2  | Schröder   |                               |
| M              | 6  | Hartwig    | 104'                          |
| V              | 8  | Groh       |                               |
| M              | 10 | Magath     |                               |
| M              | 11 | Rolff      |                               |
| A              | 9  | Hansen     |                               |
| A              | 7  | Wuttke     |                               |
| Substituições: |    |            |                               |
| G              |    | Hain       | Penalizado com cartão amarelo |
| Z              |    | Brefort    |                               |
| M              |    | Von Heesen |                               |
| Treinador:     |    |            |                               |
| Ernst Happel   |    |            |                               |

## Campeão
| Copa Europeia/Sul-Americana de 1983 |
| ----------------------------------- |
| Grêmio 1º título                    |